# Spergula coreana
Spergula coreana är en nejlikväxtart som beskrevs av Leveille. Spergula coreana ingår i släktet spärglar, och familjen nejlikväxter. Inga underarter finns listade i Catalogue of Life.